# Gabrovița, Pazardjik
Gabrovița (în bulgară Габровица) este un sat în comuna Belovo, regiunea Pazardjik,  Bulgaria. 

## Demografie
Componența etnică a satului Gabrovița
     Bulgari (98,01%)
     Nicio identificare (0,59%)
     Altele (1,38%)
La recensământul din 2011, populația satului Gabrovița era de 505 locuitori. Din punct de vedere etnic, majoritatea locuitorilor (98,01%) erau bulgari. Pentru 0,59% din locuitori nu este cunoscută apartenența etnică.